# Edward Rotheram
Pour les articles homonymes, voir Rotheram.
Edward Rotheram, né le 27 décembre 1753 à Hexham et mort le 6 novembre 1830 à Bildeston, est un officier de la Royal Navy.
Il a participé à la guerre d'indépendance des États-Unis, aux guerres de la Révolution française et aux guerres napoléoniennes.
Malgré des faits d'armes comme la bataille du 13 prairial an II et la bataille de Trafalgar, son supérieur Cuthbert Collingwood n'avait pas beaucoup d'estime pour lui.